# 圣玛加利大广场
45°26′04″N 12°19′26″E / 45.4344°N 12.323822°E

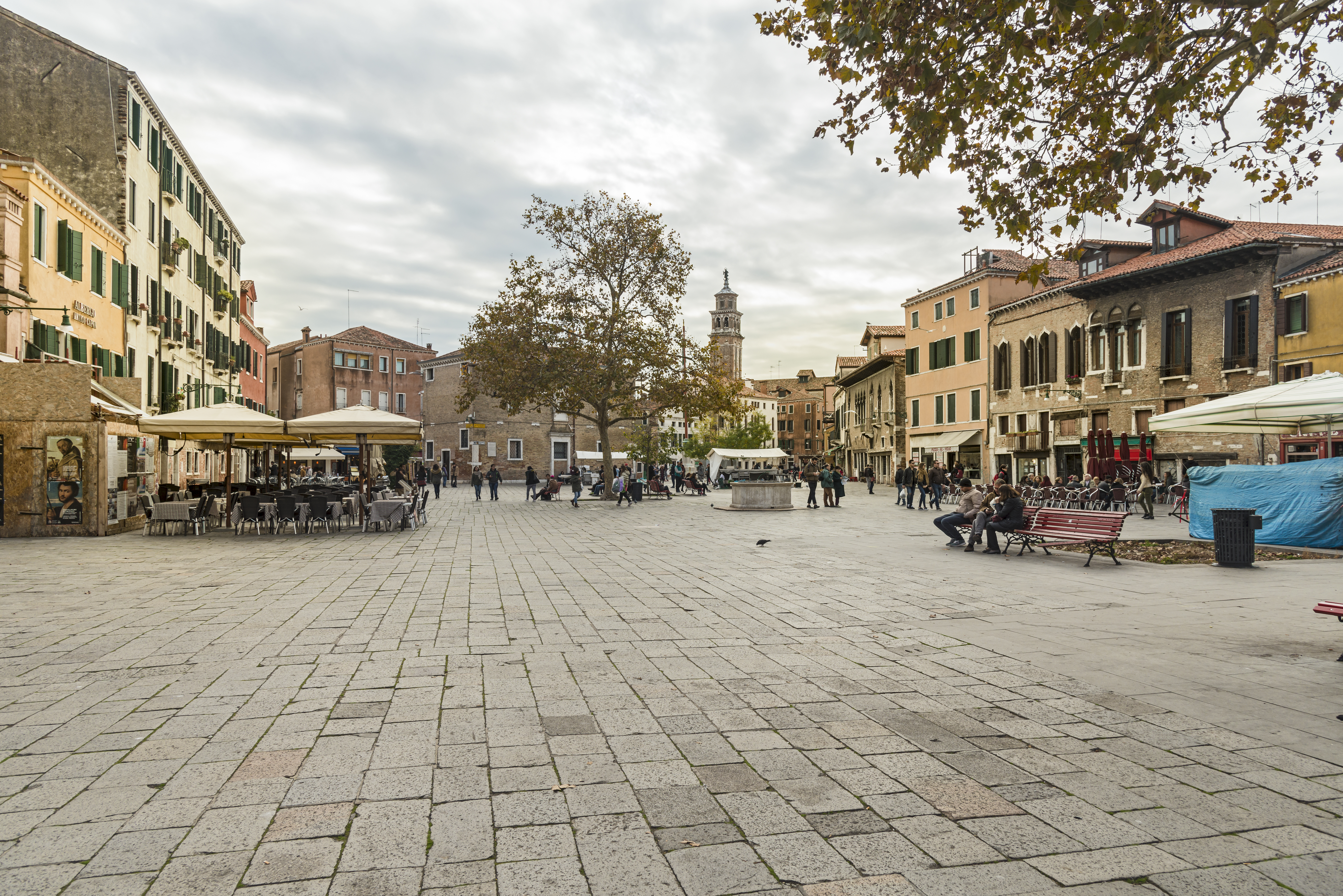
圣玛加利大广场

圣玛加利大广场（Campo Santa Margherita）是威尼斯的一个广场，位于多尔索杜罗区。
广场的名称得名于位于其北端的圣玛加利大教堂（Chiesa di Santa Margherita）。
广场目前的风貌形成于19世纪下半叶。
由于接近威尼斯IUAV大学、威尼斯大学（Università Ca' Foscari Venezia）等，该地段为传统的青年聚会场所。此外，距离威尼斯聖路濟亞車站、罗马广场和其他古迹景点也较近。